# Bulbophyllum macroceras
Bulbophyllum macroceras es una especie de orquídea epifita  originaria de  Brasil.

## Distribución y hábitat
Se encuentra en el Estado de Río de Janeiro en Brasil.

## Taxonomía
Bulbophyllum macroceras fue descrita por João Barbosa Rodrigues y publicado en Genera et Species Orchidearum Novarum 2: 118. 1881.
Etimología
Bulbophyllum: nombre genérico que se refiere a la forma de las hojas que es bulbosa.
macroceras: epíteto latino